# Fajtovci
Fajtovci  falu Bosznia-Hercegovinában, a Bosznia-hercegovinai Föderáció Una-Szanai kantonjában, Sanski Most községben. 

## Fekvése
Bosznia-Hercegovina északnyugati részén, Bihácstól légvonalban 50, közúton 70 km-re keletre, Sanski Mosttól légvonalban 12, közúton 14 km-re nyugatra fekvő dombos, erdős területen, a Bliha-folyó és a Modrašnica-patak összefolyásánál, a Sanski Mostot Bosanska Krupával összekötő út mentén fekszik. A Bliha a falutól keletre áttör egy körülbelül 56 méter magas sziklás területen, ahol a Blijin skok nevű vízesést képezi, majd Kamengrad várától északra átfolyik a Kamengradi szurdokon Gornji és Donji Kamengrad felé.

## Népessége
| Nemzetiségi csoport | Népesség 1991 | Népesség 2013 |
| ------------------- | ------------- | ------------- |
| Szerb               | 172           | 2             |
| Bosnyák             | 183           | 347           |
| Horvát              | 0             | 0             |
| Jugoszláv           | 0             | 0             |
| Egyéb               | 14            | 13            |
| Összesen            | 369           | 362           |

## Története
A régészeti leletek tanúsága szerint területe már a középkorban is lakott volt. A falu feletti 454 méter magas Martin nevű hegyen található a Crkvina nevű lelőhely, mely egy középkori keresztény templom és temetőjének maradványait rejti. Az egykori templomból ma már csak az egykori falak helye és szétszórt kövei láthatók a keleti oldalon az egykori apszis nyomaival. A templom körül 40-50 darab szarkofág formájú, díszítés nélküli középkori sírkő, ún. stećak található.
Az itteni muszlim gyülekezetről az első említés még Mehmed Fatih szultán hódításainak idejéből, a 15. századból származik, míg a gyülekezet önálló megjelenése újabb keletű. 1921-ben Fajtovcit a modrai gyülekezet részeként jegyezték fel, de a legtöbb forrásban ez a gyülekezet a napreljei gyülekezethez kapcsolódik, amelynek tagja volt egészen 1996-ig, amikor független gyülekezeteként jegyezték be. Ma a fajtovci muszlim közösségnek 80 háztartása van, és hozzátartozik Cerići, Bašići és Bare falu is. A közösségnek van egy mecsete, amelynek alapkövét Mehmed Alagić bosnyák parancsnok tette le, akinek a nevét ma a mecset viseli. A mecset épületének részeként mekteb, abdesthana, gasulhana, divanhana, musafirhana és az imám számára kialakított szoba kialakítását tervezik. A gyülekezet történetében az imám szolgálatot a következő imámok végezték: Samel Omanović, 1941-ig, amikor az akkori mecset működéése megszűnt. Utóda, Samir Jusić efendi csak jumákat vezetett (1996-1998), 1998 óta pedig Hasib Delić efendi a gyülekezet jelenlegi imámja.

## Nevezetességei
- A falu új mecsete, melyet az 1941-ben lerombolt régi helyett építettek.

- A Blijin skok nevű vízesés és a Kamengradi szurdok turisztikai látványosság.